# Anoecia vagans
Anoecia vagans är en insektsart som först beskrevs av Koch 1856. Enligt Catalogue of Life ingår Anoecia vagans i släktet Anoecia och familjen långrörsbladlöss, men enligt Dyntaxa är tillhörigheten istället släktet Anoecia och familjen gräsrotbladlöss. Arten är reproducerande i Sverige. Inga underarter finns listade i Catalogue of Life.